# 慕尼黑大学生中央体育运动中心

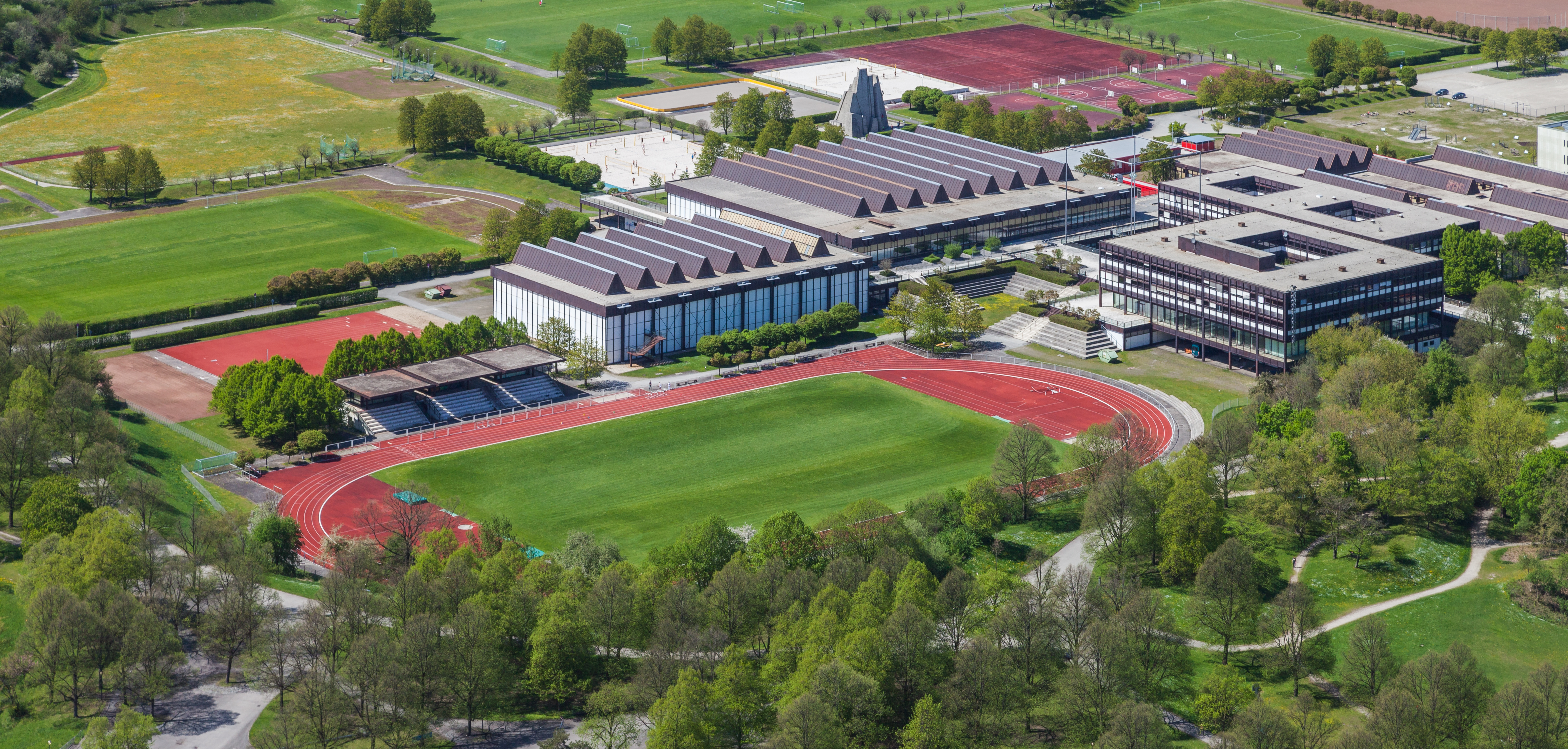
Zentrale Hochschulsportanlage

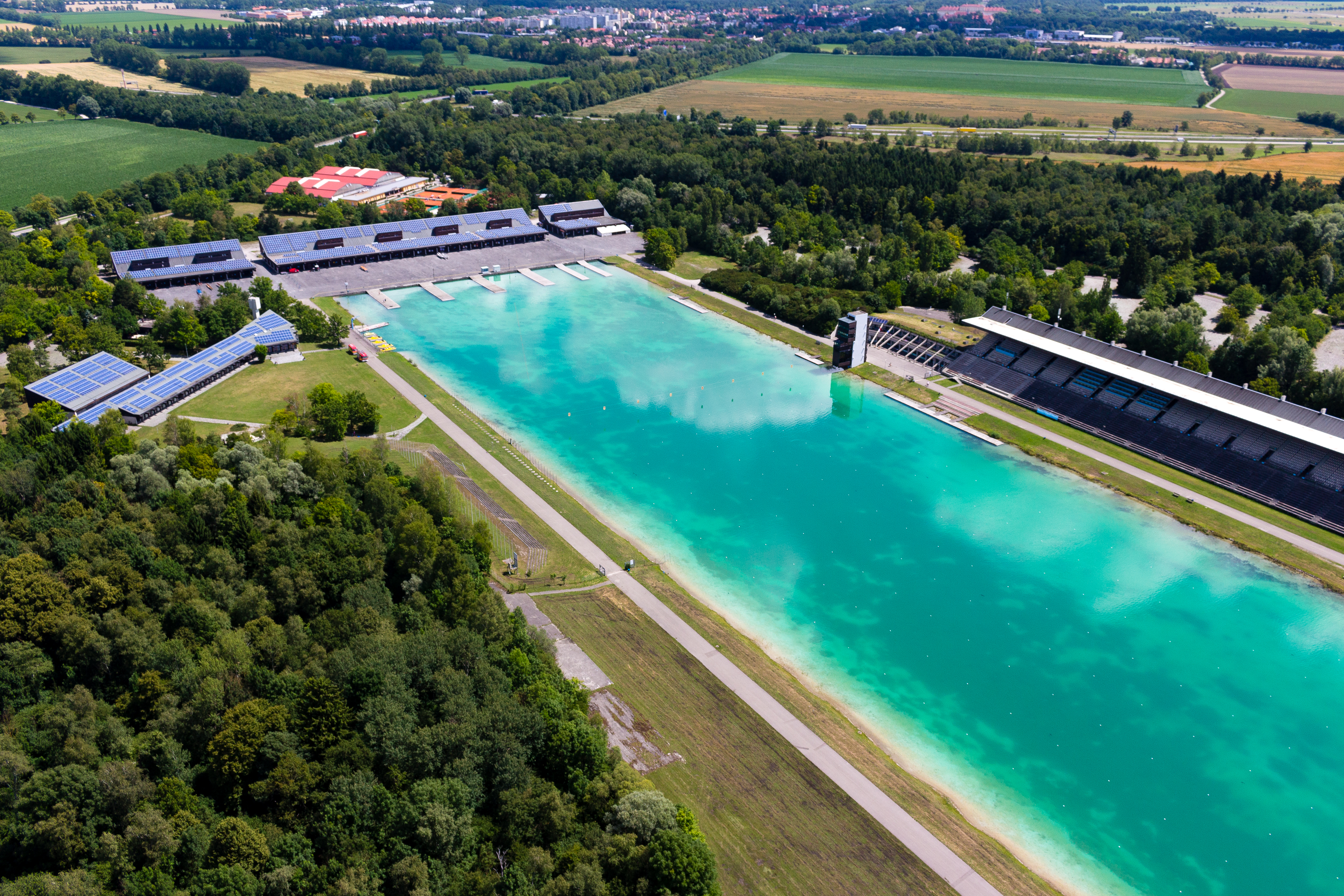
Oberschleißheim Regatta Course

慕尼黑大学生中央体育运动中心（Zentrale Hochschulsportanlage，一般简称为ZHS）是慕尼黑的一座大型学生运动设施集中地，毗邻奥林匹克公园。每学期共有约12.5万人和1.7万参与者使用该体育运动中心，该中心共提供百余种运动项目设施，使得其也是德国境内最大的大学生运动设施中心。